# .md
.md je internetová národní doména nejvyššího řádu pro Moldavsko. Je využívána rovněž některými weby souvisejícími se značkovacím jazykem Markdown, například webem poznámkové aplikace Obsidian.